# La Clé des champs
Pour les articles homonymes, voir La Clé des champs (homonymie) et La Clef des champs.
La Clé des champs est le seul roman du dramaturge français Eugène Labiche. Il a été écrit pendant ses toutes premières années d'activité littéraire et est paru aux éditions Gabriel Roux en 1839. La page de couverture précisait : Étude de mœurs.
Labiche ne se lança plus jamais dans ce genre d'exercice. Plus tard quand cet éditeur ferma définitivement, Labiche racheta les quelques exemplaires qu'il restait de cette maigre édition, et il refusa toujours une réimpression.
Il se consacra dorénavant exclusivement au théâtre, en faisant jouer au total 174 pièces en 40 ans (selon Gilbert Sigaux).